# Метаболоміка

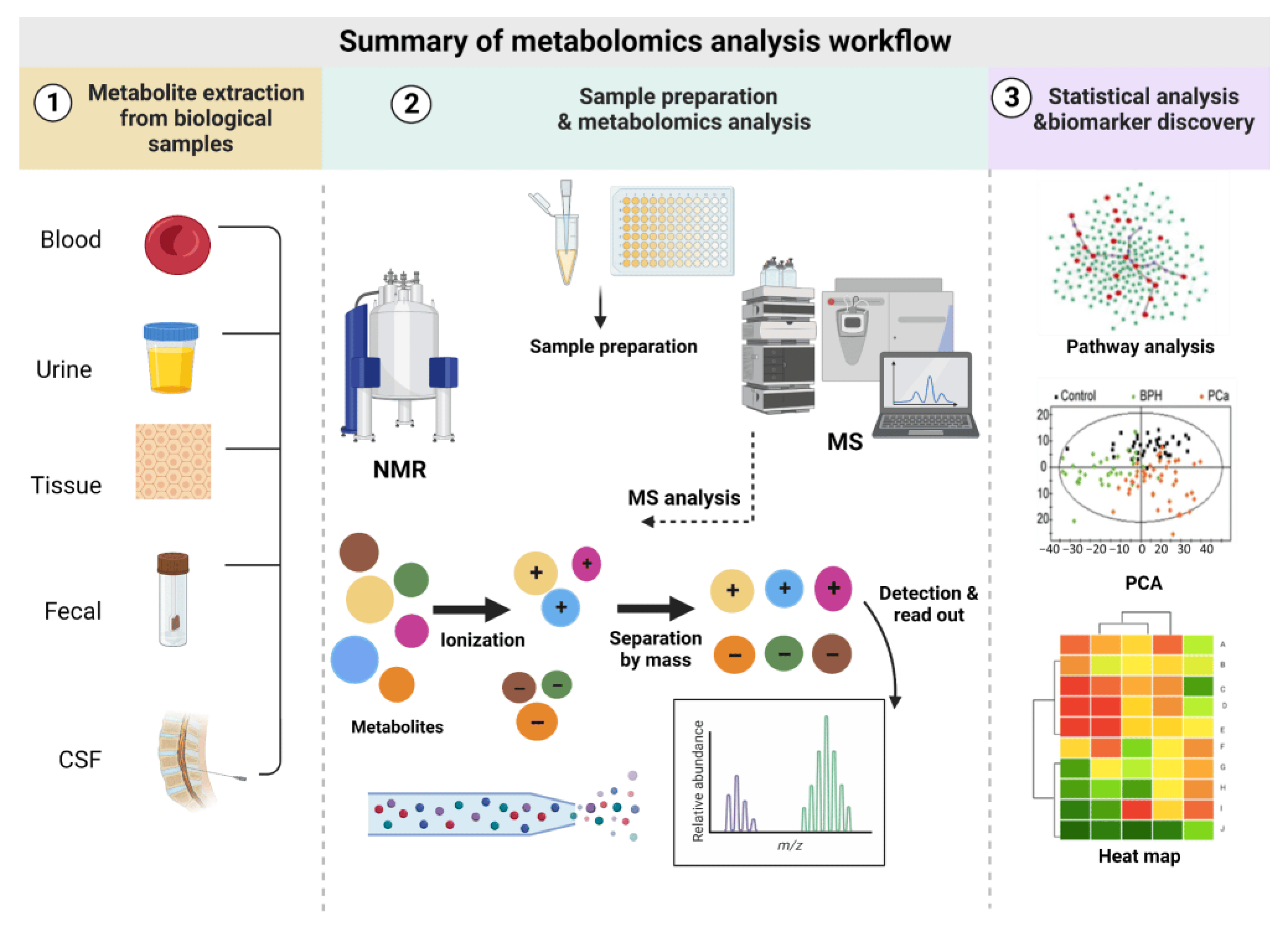
Схематичний опис робочого процесу метаболомічного аналізу.

Метаболоміка — наукова дисципліна, яка зосереджена на комплексному аналізі та кількісному визначенні масиву різноманітних малих молекул (метаболітів) у біологічній системі, який в сукупності називають метаболом. Метаболоміка охоплює систематичне вивчення цих метаболітів, які є ключовими індикаторами клітинних процесів і фізіологічного стану.
Метаболоміка використовує передові аналітичні технології, такі як мас-спектрометрія, РХ-МС, ЯМР-спектроскопія та спектрометрія рухливості іонів, щоб ідентифікувати, виміряти та охарактеризувати повний набір метаболітів, присутніх у клітинах, тканинах, біорідинах або організмах. Цей цілісний підхід забезпечує миттєвий знімок динамічного метаболічного профілю під впливом генетичних, екологічних і фізіологічних факторів.
Вловлюючи складну взаємодію між генами, білками та стимулами навколишнього середовища, метаболоміка пропонує глибоке розуміння метаболічних шляхів, допомагаючи в розумінні механізмів захворювання, реакції на ліки та відкриття біомаркерів. Застосування метаболоміки охоплює різні сфери, включаючи медицину й біомедицину, біотехнологію, ботаніку й рослинництво, агрономію й сільське господарство, нутриціологію, екологію, науку про навколишнє середовище, а також стимулювання інновацій у персоналізованій медицині, точному землеробстві та дослідження біохімічних процесів у різноманітних екосистемах.
Міждисциплінарний характер метаболоміки об’єднує біохімію й аналітичну хімію, біологію, біомедицину, біоінформатику та обчислювальне моделювання, статистику та системну біологію, полегшуючи інтерпретацію та інтеграцію величезних наборів даних для розкриття складних біологічних явищ.

## Походження слова

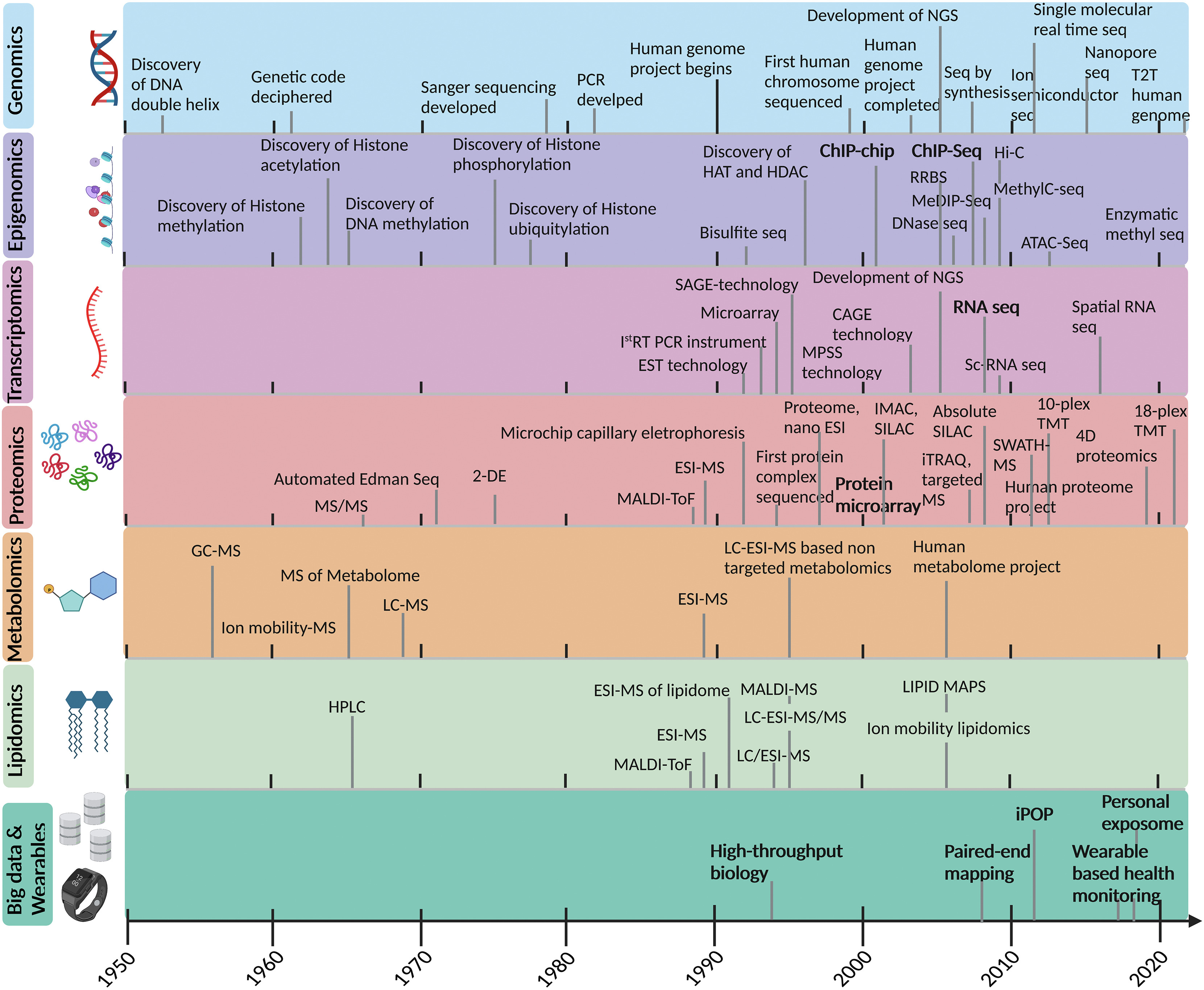
Основні історичні віхи й відкриття в метаболоміці та інших оміксних технологіях.

Термін метаболоміка був утворений шляхом додавання суфіксу -omik за аналогією з іншими оміксними технологіями, такими як геноміка, епігеноміка, протеоміка, метагеноміка та ін. Слово походить від метаболізму (= обмін речовин).
Іноді використовується позначення метабоном (через н), особливо в контексті оцінки токсичності активних речовин. У фахових колах активно дискутують щодо точних відмінностей між метаболомом і метабономом.[джерело?]

## Методи і показники

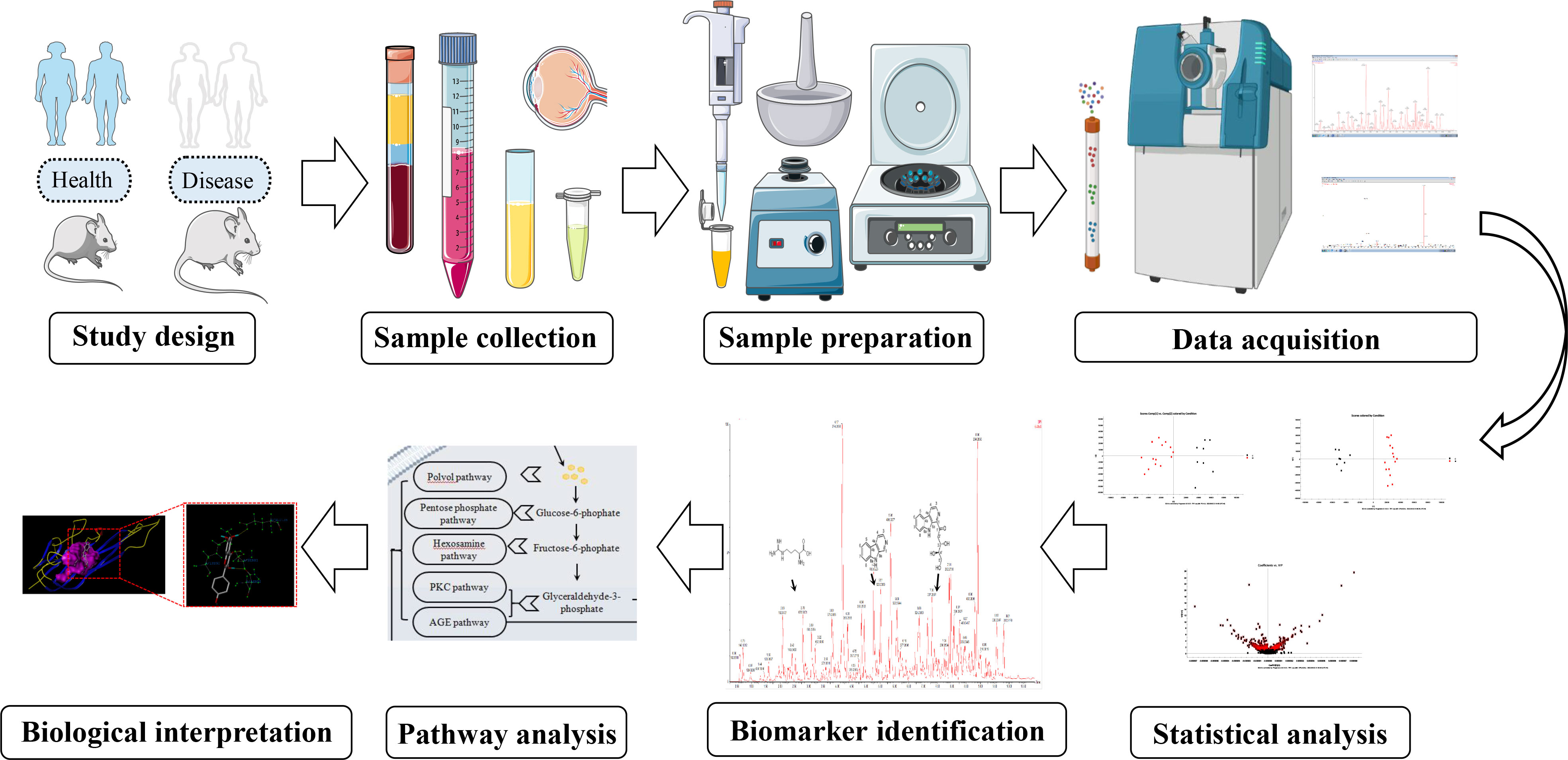
Схема робочого процесу в метаболомічному аналізі.

Методи метаболоміки можна розділити на методи розділення, методи іонізації та методи виявлення. Оскільки метаболіти можуть сильно відрізнятися за хімічним складом і структурою, часто недостатньо використовувати лише один метод аналізу, щоб повністю розібрати метаболом окремого організму. Крім того, ще й досі невідомо, скільки всього продуктів метаболізму існує. Найпоширенішими типами таких продуктів є біологічні рідини організму, такі як плазма або сироватка крові, а також сеча, спинномозкова рідина, синовіальна рідина, мокротиння або лаваж. Поряд із попередніми розглядаються також гомогенати тканин або клітини або супернатанти клітинних культур.
До показників в метаболоміці належать:
- показники швидкості потоку (= швидкості обертання), рівні метаболітів і активність ферментів окремих метаболічних шляхів;
- взаємодії між різними метаболічними шляхами;
- компартменталізація різних метаболічних шляхів у клітинах.

Іншими аспектами метаболоміки є вплив від надходження поживних речовин, вплив активних речовин на метаболізм і різні функції клітин, як-от проліферація, диференціювання та апоптоз.

## Метаболом
Метаболом являє собою повний набір малих молекул, відомих як метаболіти, у біологічній системі, будь то клітина, тканина, орган чи організм. Ці метаболіти є кінцевими продуктами клітинних процесів і відіграють вирішальну роль у біохімічних реакціях і сигнальних шляхах, які підтримують життя.
Метаболом містить різноманітний набір сполук, включаючи амінокислоти, ліпіди (див. також Ліпідоміка), вуглеводи (див. також Глікоміка), гормони та органічні кислоти, що дає динамічний знімок метаболічного статусу біологічної системи в певний момент. Цей складний і постійно мінливий молекулярний ландшафт відображає взаємодію між генами організму, його середовищем і різними внутрішніми фізіологічними факторами. Дослідження метаболома дозволяють ідентифікувати, кількісно визначити та профілювати тисячі метаболітів, присутніх у біологічних зразках.
Розуміння метаболома має важливе значення для розшифровки функціональних характеристик біологічних систем, оскільки воно дає уявлення про метаболічні шляхи, клітинні реакції на подразники та механізми, що лежать в основі взаємодії здоров’я, хвороб і навколишнього середовища. Шляхом картографування та інтерпретації метаболома дослідники можуть виявити біомаркери, що вказують на хвороби, передбачити реакцію на ліки, виявити метаболічні порушення та дослідити заплутану мережу біохімічних реакцій, що відбуваються в живих організмах. Метаболом, як комплексне відображення біохімічних процесів у живих системах, продовжує залишатися центром наукових досліджень, надаючи величезні надії на вдосконалення нашого розуміння біології, здоров’я та навколишнього середовища. Його постійне вивчення та з’ясування значною мірою сприяють розвитку інноваційних підходів у різних дисциплінах, сприяючи прогресу в напрямку покращення здоров’я людини та стійких екосистем.

## Перспективні технології
Метаболоміка, галузь наук про життя, що активно розвивається, спирається на передові технології, щоб розкрити складний ландшафт метаболітів у біологічних системах. Удосконалення аналітичних методологій зробили революцію у вивченні метаболоміки, запропонувавши безпрецедентне розуміння клітинних процесів, механізмів захворювання та взаємодії навколишнього середовища.

### Досягнення мас-спектрометрії
Мас-спектрометрія (МС) є наріжним каменем метаболоміки, постійно розвиваючись, щоб підвищити чутливість, роздільну здатність і охоплення виявлення метаболітів. Останні досягнення в технологіях МС, включаючи мас-аналізатори високої роздільної здатності (HRMS), нові методи іонізації та стратегії збору даних, розширили можливості метаболоміки.
Такі методи, як візуалізація мас-спектрометрії, дозволяють просторово відображати метаболіти в тканинах, відкриваючи просторово розділені метаболічні сигнатури, важливі для розуміння локалізованої метаболічної активності.

### Інновації в спектроскопії ядерного магнітного резонансу
ЯМР-спектроскопія, яку шанують за її неруйнівну природу та кількісні можливості, зазнала трансформаційного розвитку. Прилади ЯМР із надсильним полем (Ultra-high field NMR) у поєднанні з передовими імпульсними послідовностями та методами ізотопного маркування дозволяють ідентифікувати та кількісно визначити метаболіти з неперевершеною точністю. Інновації в методах динамічної ядерної поляризації (DNP) пропонують підвищену чутливість, розкриваючи потенціал для вивчення низьких метаболітів у складних біологічних матрицях.

### Техніки з дефісом і багатовимірний аналіз
Інтеграція хроматографії з мас-спектрометрією або ЯМР-спектроскопією в "дефісних" методах дозволяє покращити розділення та характеристику метаболітів. Платформи рідинної хроматографії-мас-спектрометрії (РХ-МС) і газової хроматографія-мас-спектрометрії (ГХ-МС) у поєднанні з вдосконаленими методами розділення та багатовимірним аналізом дають можливість комплексного профілювання метаболітів. Ці багатовимірні підходи покращують охоплення метаболітів і допомагають у ідентифікації невловимих або лабільних метаболітів.

### БІоінформатика та обчислювальні інструменти
Потік метаболомічних даних вимагає складних обчислювальних інструментів і підходів біоінформатики для обробки, аналізу та інтерпретації даних. Алгоритми машинного навчання, мережеве моделювання та аналіз метаболічних шляхів дозволяють отримувати значущу інформацію зі складних наборів даних.

### Мультиоміка
Мультиоміка забезпечує інтеграцію різноманітних даних оміксних технологій — таких як геноміка (геном), епігеноміка (епігеном), протеоміка (протеом), транскриптоміка (транскриптом), метаболоміка (метаболом) та ін. — що ще більше покращує наше розуміння складних зв’язків між молекулярними компонентами в біологічних системах.

### Нові технології та майбутні напрямки
Крім усталених методологій, новітні технології, такі як одноклітинна метаболоміка, аналіз на основі мікрофлюїдики та нові біосенсори, є перспективними для дослідження клітинної гетерогенності та метаболічної динаміки в реальному часі. Крім того, досягнення в ідентифікації метаболітів за допомогою спектральних бібліотек, стандартизації та процедур контролю якості спрямовані на підвищення відтворюваності та надійності даних, сприяючи співпраці та обміну даними між дослідниками.

## Додаткова література

### Книги
- Mahbuba Rahman (2023). Metabolomics: A Path Towards Personalized Medicine (англ.). Academic Press, Elsevier. с. 346. ISBN 9780323999243.
- Durna Daştan, Sevgi; Daştan, Taner, ред. (2023). Metabolomics and Clinical Approach. Nova Science Publishers. ISBN 979-8-89113-095-1.
- Ron Wehrens, Reza Salek (2019). Metabolomics: Practical Guide to Design and Analysis. CRC Press, Taylor & Francis. ISBN 9781032242637.
- Sussulini, Alessandra, ред. (2017). Metabolomics: From Fundamentals to Clinical Applications. Advances in Experimental Medicine and Biology. Cham: Springer Nature. ISBN 978-3-319-47655-1.
- Prasain Jeevan K., ред. (2016). Metabolomics - Fundamentals and Applications (англ., відкритий доступ по главам). InTech. ISBN 978-953-51-2853-3.

### Журнали
- Metabolomics (Springer Nature)
- Metabolites (MDPI)
- Separations (MDPI)
- Mass Spectrometry Reviews (John Wiley & Sons)

### Статті
- Al-Sulaiti Haya; Almaliti Jehad; Naman C. Benjamin; Al Thani Asmaa A.; Yassine Hadi M. (2023-08). Metabolomics Approaches for the Diagnosis, Treatment, and Better Disease Management of Viral Infections. Metabolites (англ.) 13 (8). doi:10.3390/metabo13080948.

## Зовнішні посилання
- Human Metabolome Database
- Метаболічна база даних
- Метаболомічна база даних сечі
- Метаболомний атлас старіючого мозку миші